# 布鲁扎诺泽菲廖
布鲁扎诺泽菲廖（義大利語：Bruzzano Zeffirio），是意大利雷焦卡拉布里亚省的一个市镇。总面积20平方公里，人口1232人，人口密度61.6人/平方公里（2009年）。ISTAT代码为080015。